# Halavagal, Harapanahalli
Halavagal là một làng thuộc tehsil Harapanahalli, huyện Davanagere, bang Karnataka, Ấn Độ.